# واردان گریگوریان
واردان آرامی گریگوریان (روسی: Вардан Арамович Григорян؛ زادهٔ ۲۱ سپتامبر ۱۹۸۵) یک بازیکن فوتبال ارمنی‌تبار اهل روسیه است.

## باشگاهی
از باشگاه‌هایی که در آن بازی کرده‌است می‌توان به باشگاه فوتبال آلاشکرت اشاره کرد.